# Adam Yates
Adam Yates (Bury, Lancashire, Anglaterra, 7 d'agost de 1992) és un ciclista anglès, professional des del 2014. Actualment corre a l'UAE Team Emirates. El seu germà bessó Simon, també és ciclista.
En el seu palmarès destaca la Volta a Turquia del 2014, en la qual també guanyà una etapa, i la Clàssica de Sant Sebastià de 2015. El 2016 va aconseguir el primer lloc a la Classificació de joves del Tour de França. El 2021 fitxà per l'Ineos Grenadiers, deixant de córrer junt al seu germà per primera vegada. Aquell mateix any guanyà l'edició del centenari de la Volta a Catalunya

## Palmarès
- 2014
  - 1r  a la general de la Volta a Turquia
    - Vencedor de l'etapa 6

  - 1r al Gran Premi de la indústria i l'artesanat de Larciano
  - Vencedor de la classificació dels joves al Tour de San Luis[8]
- 2015
  - 1r a la Clàssica de Sant Sebastià
- 2016
  -  1r de la Classificació dels joves del Tour de França
- 2017
  - 1r al Gran Premi de la indústria i l'artesanat de Larciano
- 2018
  - Vencedor d'una etapa a la Tirrena-Adriàtica
  - Vencedor d'una etapa al Critèrium del Dauphiné
- 2019
  - 1r  a la general del Tour de Croàcia
    - Vencedor de l'etapa 5

  - Vencedor d'una etapa a la Volta a la Comunitat Valenciana
  - Vencedor d'una etapa de la Volta a Catalunya
- 2020
  - 1r  de la general a l'UAE Tour
    - Vencedor de l'etapa 3
- 2021
  - 1r  a la Volta a Catalunya
    - Vencedor de l'etapa 3
- 2022
  - 1r  de la general a la Volta a Alemanya
    - Vencedor de l'etapa 3
- 2023
  - 1r  de la general al Tour de Romandia
    - Vencedor de l'etapa 4

  - Vencedor d'una etapa a l'UAE Tour
  - Vencedor d'una etapa al Tour de França
- 2024
  - 1r  a la general al Tour d'Oman
    - Vencedor de l'etapa 5

  - 1r  de la general a la Volta a Suïssa
    -  Vencedor de la classificació per punts
    -  Vencedor de la classificació de la muntanya
    - Vencedor de les etapes 5 i 7

  - Vencedor d'una etapa a la Volta a Espanya
- 2025
  - 1r  de la general al Tour d'Oman

### Resultats a la Volta a Espanya
- 2014. 82è de la classificació general
- 2017. 34è de la classificació general
- 2018. 45è de la classificació general

### Resultats al Tour de França
- 2015. 50è de la classificació general
- 2016. 4t de la classificació general i  1r de la Classificació dels joves
- 2018. 29è de la classificació general
- 2019. 29è de la classificació general
- 2020. 9è de la classificació general.  Porta el mallot groc durant 4 etapes
- 2022. 10è de la classificació general
- 2023. 3r de la classificació general. Vencedor d'una etapa.  Porta el mallot groc durant 4 etapes
- 2024. 6è de la classificació general.

### Resultats al Giro d'Itàlia
- 2017. 9è de la classificació general